# Ожаровский, Ежи Марцин
Ежи Марцин Ожаровский (ок. 1690 — 11 апреля 1741) — государственный и военный деятель Речи Посполитой, обозный великий коронный (1729—1741), генерал-лейтенант войск коронных (1737), главный управитель (wielkorządca) краковский, староста новомястский и другнинский. Маршалок Краковского воеводства в Дзиковской конфедерации 1734 года.

## Биография
Представитель польского шляхетского рода Ожаровских герба «Равич». Сын стольника краковского Богуслава Ожаровского и Теофилы Вишоватой. Семья Вишоватых известна в истории реформации в Польше. Оба родителя были кальвинистами. После смерти родителей Ежи Марцин находился под опекой его дяди хорунжего брацлавского Стефана Бобровницкого, перешедшего в католицизм. Под влиянием своего дяди-опекуна Ежи Марцин перешел в римско-католическую веру и был отправлен за границу «для познания мира».
Ежи Ожаровский мечтал о военной карьере. Он вступил в польскую армию и обратил на себя внимание гетмана великого коронного Адама Николая Сенявского. Быстро дослужился до чина полковника и стал генерал-адъютантом гетмана.
Польский король Август II Сильный назначил его стольником краковским и передал ему во владение староство, в которое входили села Подстола, Другния и Вержби в Вислицком повяте.
Переломным моментом в его карьере стал период Тарногродской конфедерации. После заключения договора сторонников Августа Сильного с конфедератами в 1716 году Ожаровский небольшое время служил под началом гетмана Сенявского, после чего занимался домашним хозяйством в своих имениях.
15 июня 1728 года в Всхове Ежи Марцин Ожаровский был назначен подстолием великим коронным, а 20 мая 1729 года стал обозным великим коронным.
Начиная с 1724 года неоднократно избирался послом (депутатом) на сеймы, в 1725 году стал депутатом Коронного Трибунала. Избирался послом один раз от Краковского воеводства, а во второй раз от Сандомирского воеводства.
В 1729 и 1730 годах дважды избирался депутатом от Сандомирского воеводства на сеймы. На чрезвычайном сейме 1733 года Ежи Марцин Ожаровский был избран маршалком, но из-а смерти короля Августа Сильного и начала бескоролевья работа сейма была прервана. Был депутатом Освенцимского и Заторского княжества на элекционный сейм 1733 года. где поддержал избрание Станислава Лещинского на польский престол.
На территории его владений (в деревне Другния) была обнаружена соль, и Ежи Марцин Ожаровский получил от короля разрешение на добычу соли.
В апреле 1734 года Ежи Марцин Ожаровский был сторонником Станислава Лещинского, а в ноябре вошел в состав Дзиковской конфедерации и стал её активным участником в качестве посла в Париже. Изначально был благосклонно принят королевой Марией. Для большего престижа стал именоваться графом. Первый министр Франции Андре-Эркюля де Флёри не стал ему содействовать и, как следствие, Ожаровский не смог добиться от Франции поддержки для Станислава Лещинского.
В июле 1736 году Ежи Марцин Ожаровский подписал элекцию саксонского курфюрста Августа III, противника Станислава Лещинского. В 1737 году — генерал-лейтенант коронной пехоты и стал командиром пехотного полка королевича Августа.
В 1740 году был награждён Орденом Белого орла.
Ему принадлежали имения Ожарув и Хмельник.

## Семья и дети
Был женат на Констанции Бобровницкой (ок. 1700—1737), дочери своего дяди-опекуна хорунжего брацлавского Стефана Бобровницкого. Супруги имели четырех детей:
- Анна София (ок. 1716—1759), муж с 1737 года мечник великий коронный, князь Антоний Бенедикт Любомирский (ум. 1761)
- Антоний Адам (1730—1731)
- Ева (род. 1733), жена с 1762 года старосты ленартовского Адама Яна Подосского (1750—1800)
- Пётр (ок. 1725—1794), последний великий гетман коронный

Вторично ок. 1730 года женился на Эльжбете Урсуле Пшебендовской (1730 — перед 1790), от брака с которой имел единственного сына:
- Игнацы (1730—1741)